# Liste Münchner Straßennamen/F

Lothar von Faber

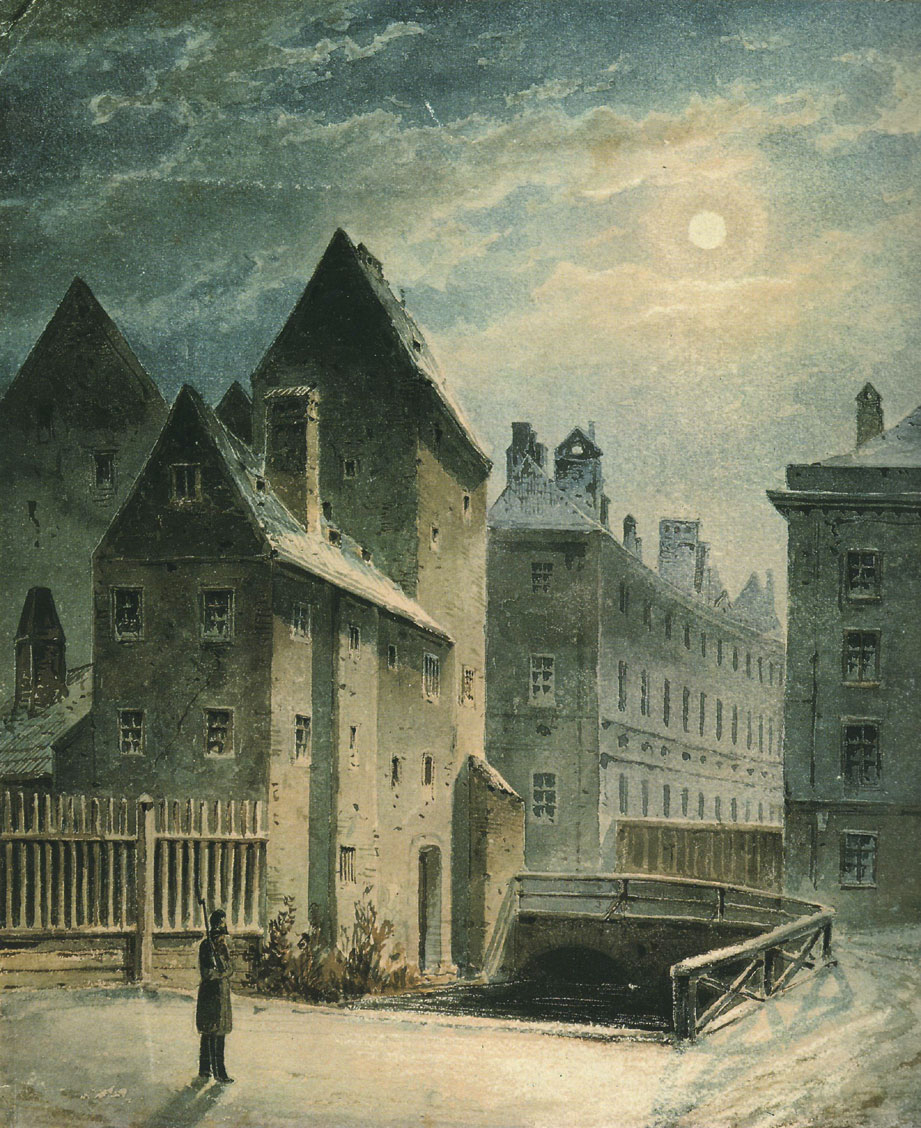
Der Falkenturm, Gemälde von Heinrich Schönfeld, 1840

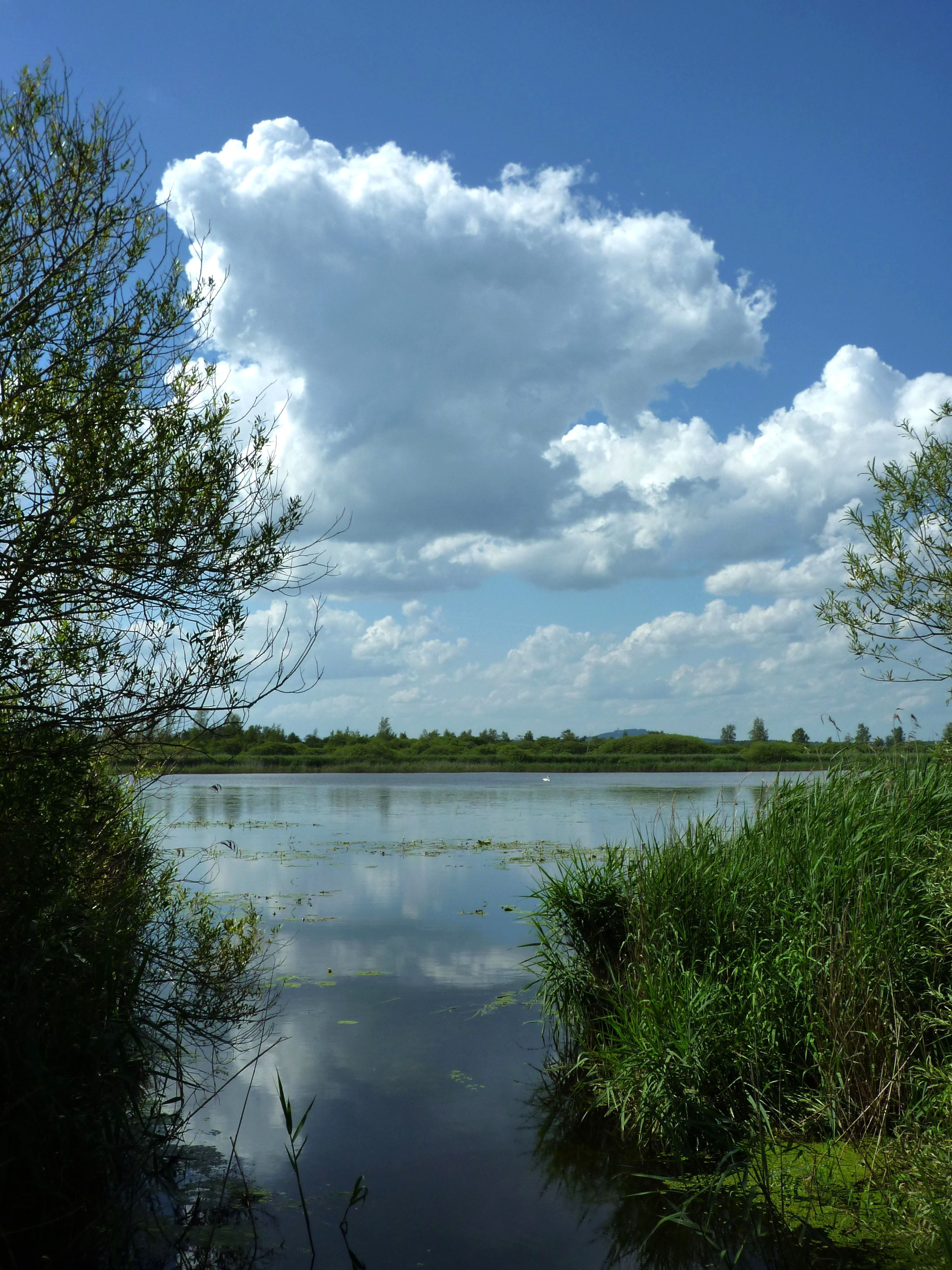
Federsee

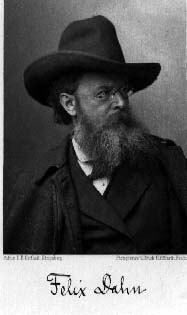
Felix Dahn pre 1912

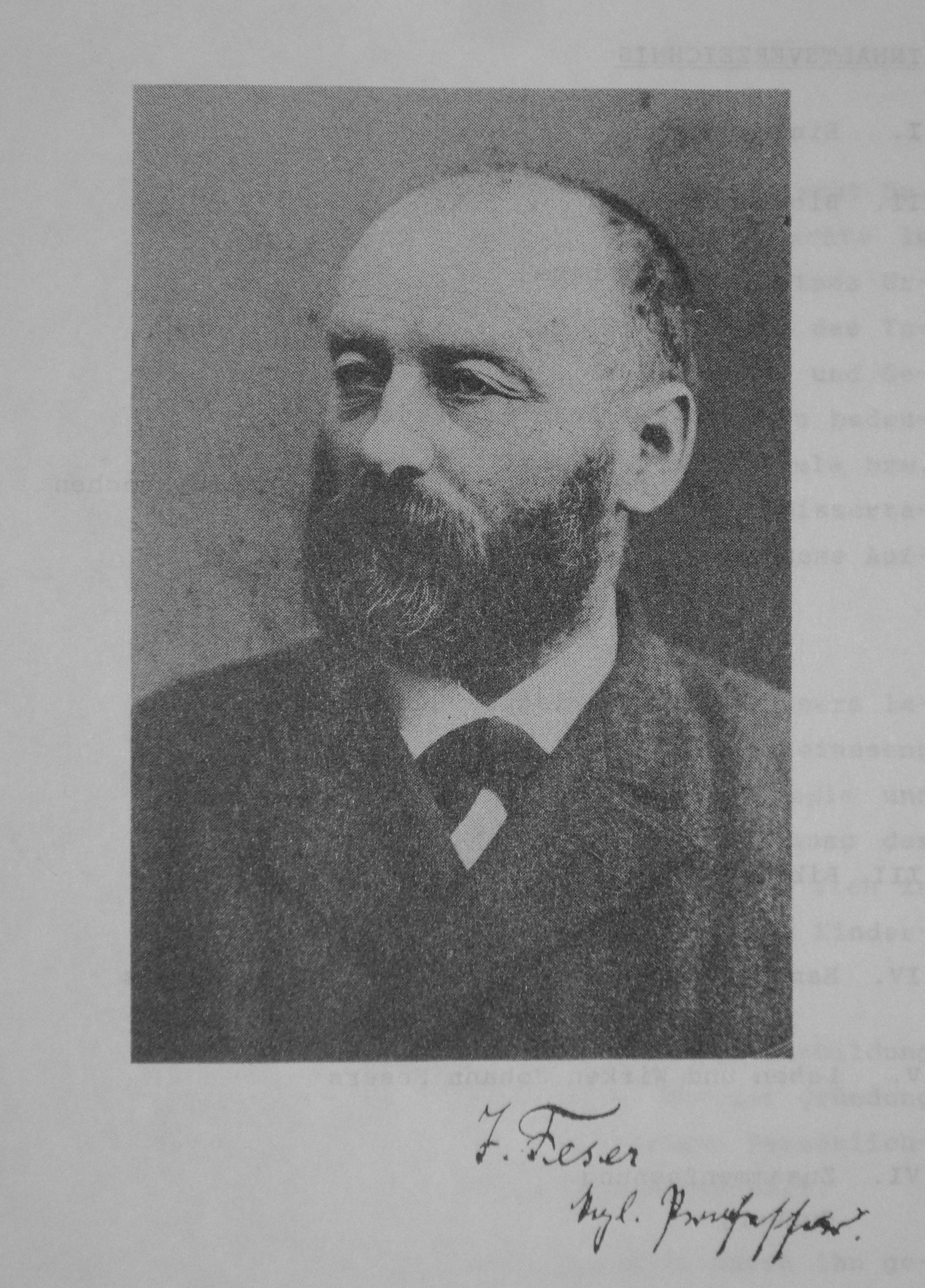
Johann Feser

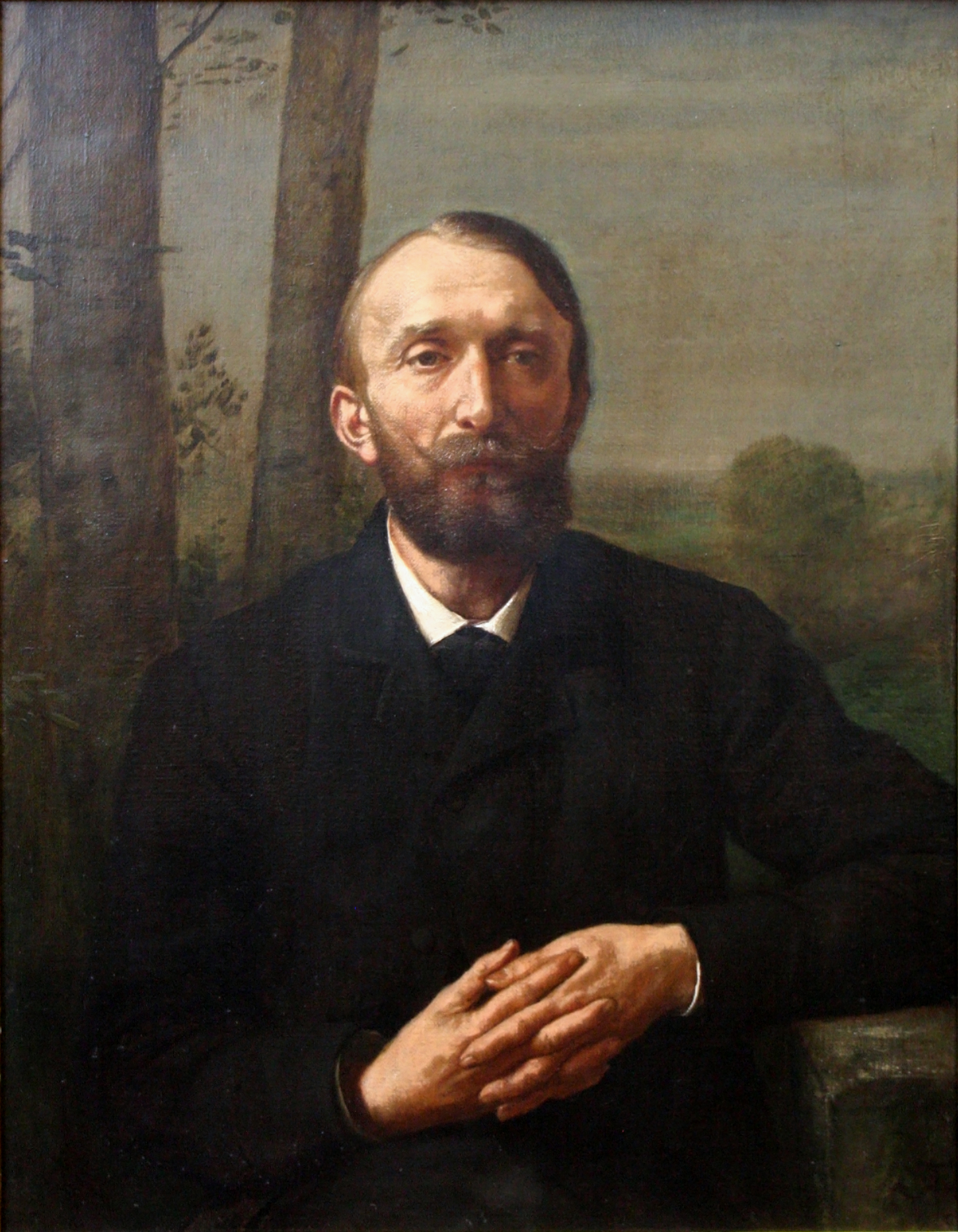
Konrad Fiedler

Wilhelm Flaschenträger

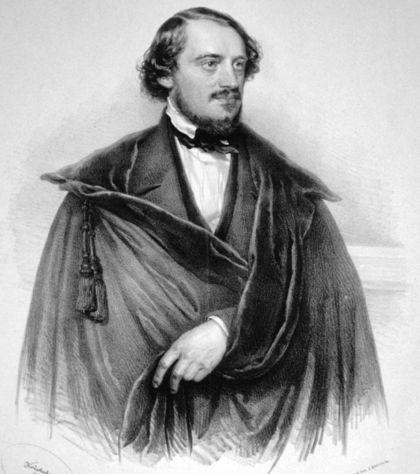
Friedrich von Flotow

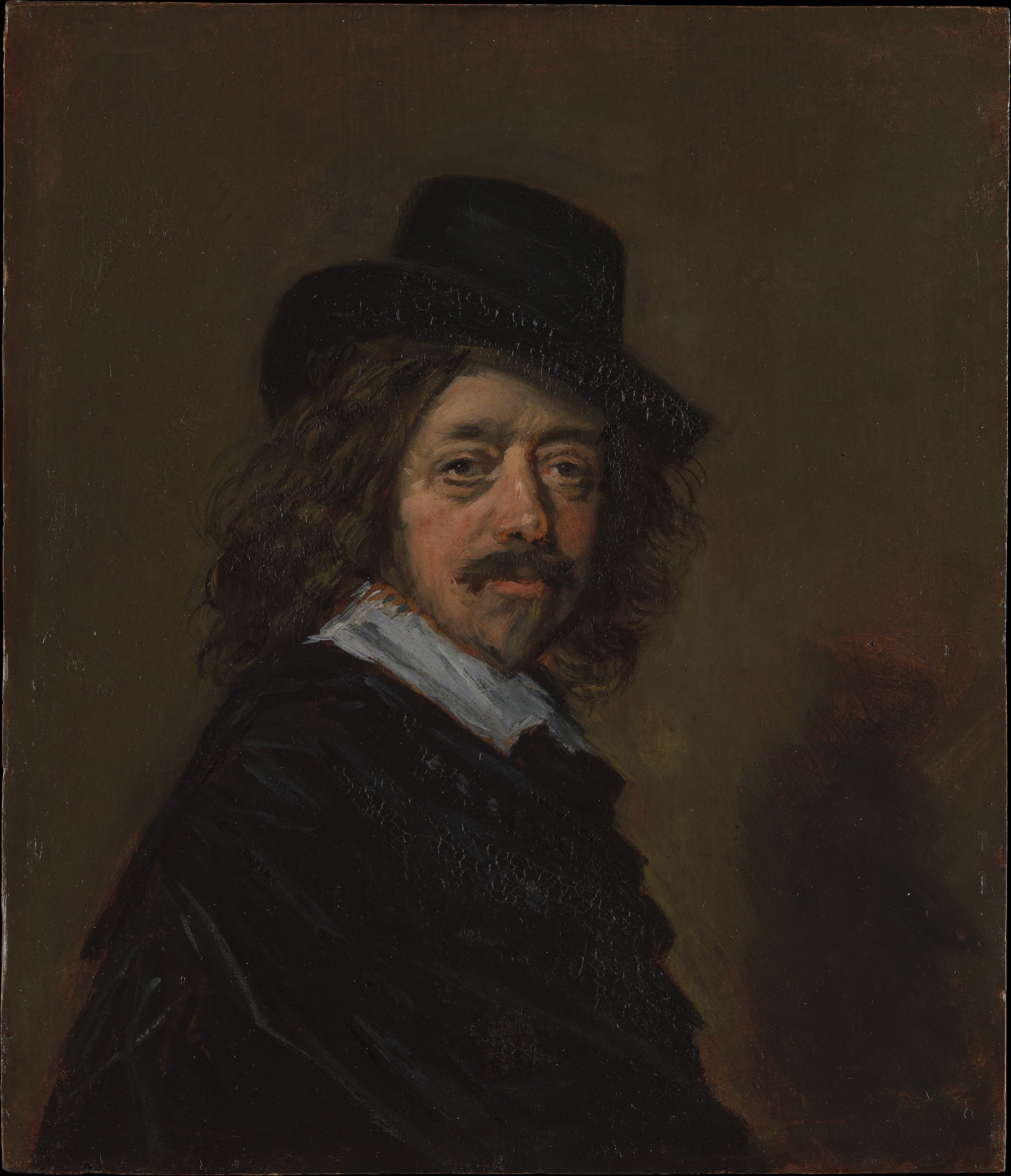
Frans Hals (Selbstporträt)

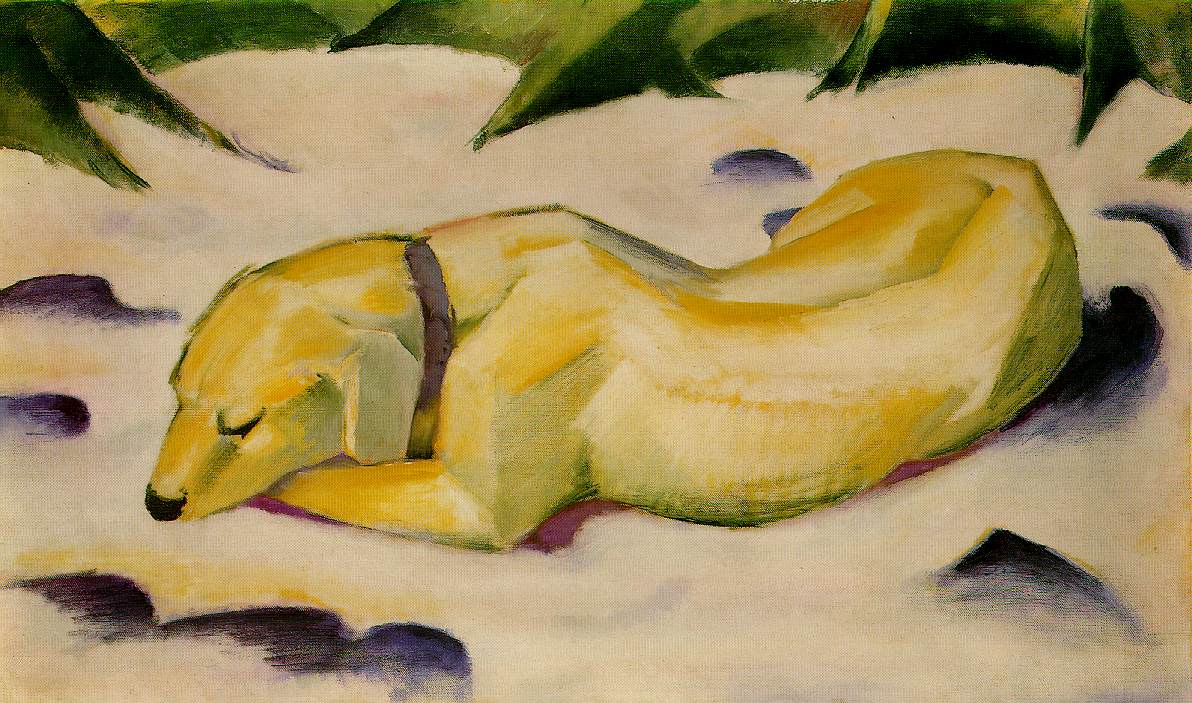
Liegender Hund im Schnee, 1910/11, Städel, Frankfurt

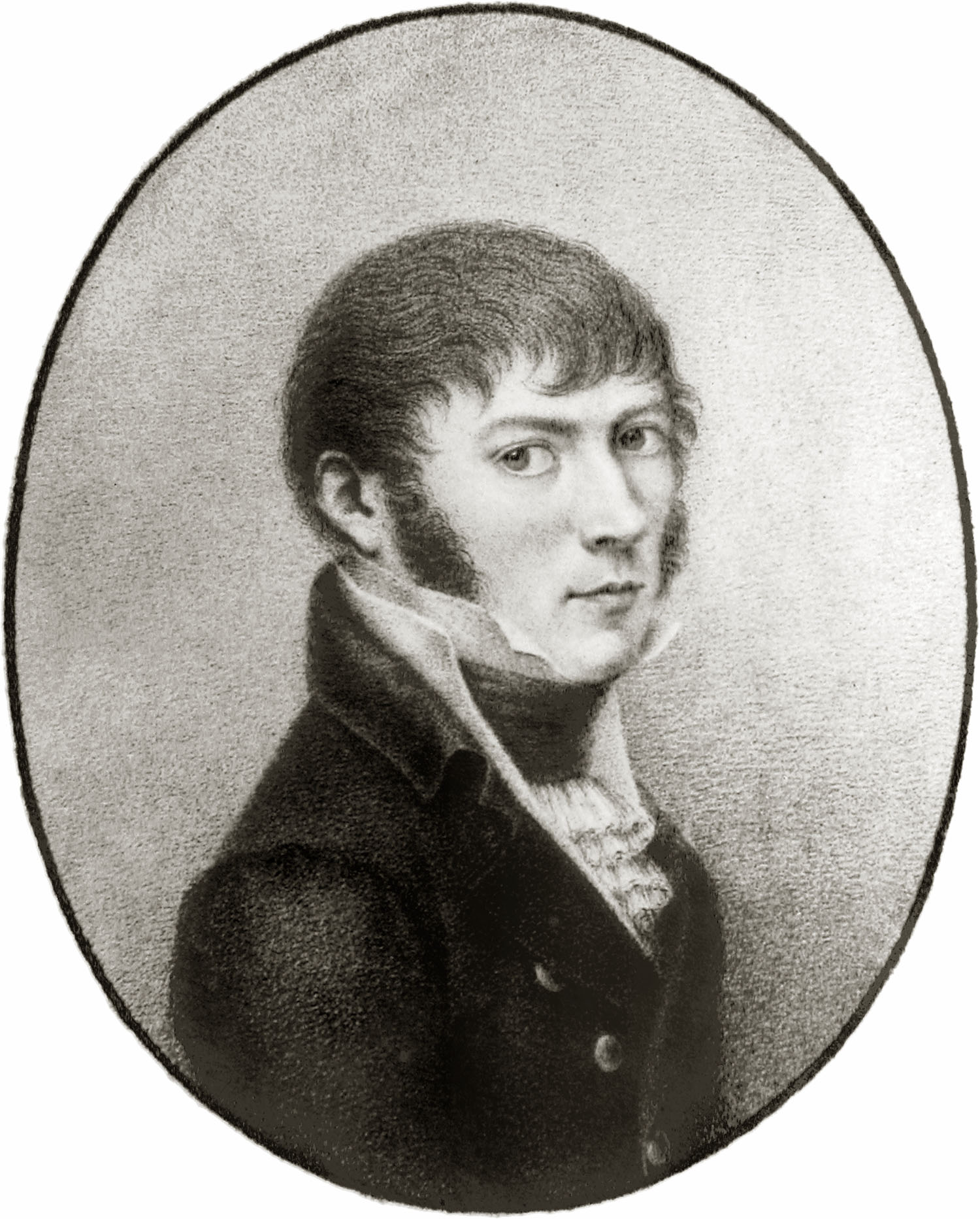
Joseph von Fraunhofer

Friedrich August von Pauli

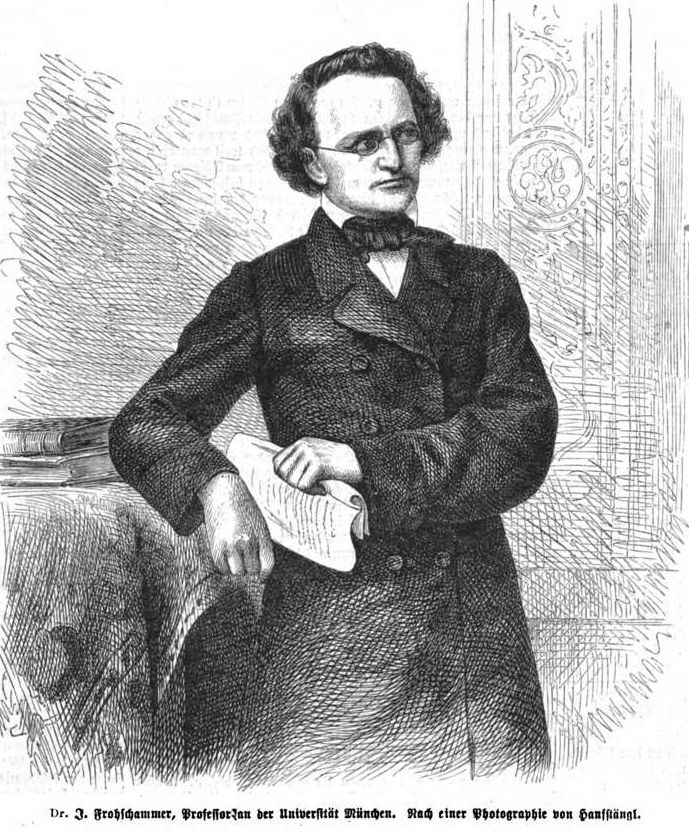
Jakob Frohschammer, 1863

Die Liste Münchner Straßennamen listet Namen von Straßen und Plätzen der bayerischen Landeshauptstadt München auf und führt dabei auch die Bedeutungen und Umstände der Namensgebung an. Aktuell gültige Straßenbezeichnungen sind in Fettschrift angegeben, nach Umbenennung oder Überbauung nicht mehr gültige Bezeichnungen in Kursivschrift.
Aufgrund der großen Anzahl Münchner Straßennamen ist die Liste in alphabetisch sortierte Unterlisten aufgeteilt.
Faberstraße, Sendling-Westpark
(1925) Lothar von Faber (1817–1896), deutscher Großindustrieller, Begründer der heutigen Schreibwarenfabrik Faber-Castell, 1881 geadelt
Fabinistraße, Trudering
1934: Theophil von Fabini (Fabinyi) (1822–1908), Freiheitsheld der Siebenbürger, Förderer des Deutschtums in Ungarn
Fabrikstrasse,
(1835)→Thierschstraße
Fabrikstraße,
(1904)→Landshuter Allee
Fabrikstraße, Aubing
(1942) führt zu einer chemischen Fabrik in Aubing
Fabrikweg,
(1835)
Fachnerstraße, Laim
(1922) Münchner Großhändler- und Ratsherrengeschlecht der Fachner
Fährtwegl, Waldtrudering
1986 alter Flurname
Färbergraben, Altstadt
(nach 1490, vor 1517) Wassergraben an der ersten Stadtmauer, wo Färber arbeiteten; früher Sattlergässchen
Fäustlestraße, Schwanthalerhöhe
(1926) Johann Nepomuk von Fäustle (1828–1887), Jurist, der u. a. von 1871 bis 1887 bayerischer Justizminister war
Fafnerstraße, Nymphenburg
(1931) Fafner, Drachenfigur der nordischen Mythologie in Richard Wagners Ring des Nibelungen
Faganastraße, Lerchenau
(1947) Fagana-Preysing, bayerisches Ur- und Hochadelsgeschlecht, Gründer und Förderer Feldmochings (erstmals 790 urkundlich erwähnt)
Faistenbergerstraße, Harlaching
(1914) Andreas Faistenberger (1646–1735), Bildhauer, der u. a. die Kanzel der Münchner Theatinerkirche schuf
Faistenlohestraße, Obermenzing
(1947) im 16. Jahrhundert übliche Bezeichnung der Aubinger Lohe
Falckenbergstraße, Altstadt
(1968) Otto Falckenberg (1873–1947), Regisseur und Dramaturg, Direktor der Münchner Kammerspiele
Falkenhorstweg, Forstenried
(1955) Falkennester im nahen Forstenrieder Park
Falkensteinstraße, Obergiesing
(1952) Burgruine Falkenstein bei Pfronten im Allgäu, die höchstgelegene Burganlage Deutschlands (1268 m), um 1270/80 erbaut
Falkenstraße, Au
(1957) Falkenau, nach einer Falknerei benannt, die im 16. Jahrhundert zu einem Jagdschloss von Herzog Albrecht V. gehörte
Falkenthurmgasse,
(1835)
Falkenturmstraße, Altstadt
(1781) Falkenturm (abgerissen 1853); vorher seit 1540 vermutlich Falkengässel
Falkweg, Pasing
(1947) Johannes Daniel Falk (1768–1826), Liederdichter, Schriftsteller, Gründer eines Instituts für Waisenkinder
Fallmerayerstraße, Schwabing-West
(1896) Jakob Philipp Fallmerayer (1790–1861), Professor für Philologie und Universalhistorie
Fallmereyerstraße,
(1918) 26. und 27. Stadtbezirk
Fallstraße, Sendling
(1959) Fall, Ortsteil vom Lenggries, wurde durch Ludwig Ganghofers Roman „Der Jäger von Fall“ (1886) bekannt. Das alte Dorf musste 1957 dem Sylvensteinspeicher weichen, für die Bewohner wurde vor der Flutung des Tals einige hundert Meter höher an der Straße nach Vorderriß ein neuer Ort Fall erbaut.
Farchanter Straße, Sendling-Westpark
(1922) Farchant, Gemeinde im Landkreis Garmisch-Partenkirchen
Farinellistraße, Schwabing-West
(1899) Farinelli, eigentlich Carlo Broschi (1705–1782), italienischer Kastratensänger
Farnweg, Großhadern
(1947) Farne, Pflanzengattung
Fasanengarten,
(1876)
Fasanenplatz,
Fasanenstraße, Obermenzing
(1938) vormals Revier für die Fasanenjagd
Fasaneriestraße, Neuhausen
(um 1890) ehemaligen Fasanerie in der Ebenau (Gemeindeteil von Nymphenburg)
Fasanerieweg,
(1876)
(1904)
Fasangartenstraße, Obergiesing
(vmtl. im 18. Jahrhundert) Forsthaus und Stadtteil Fasangarten
Fasanjägerstraße, Ramersdorf
(1959) kurfürstliche Fasanjäger in Perlach, die die Aufsicht über die Fasanerie hatten
Fasoltstraße, Nymphenburg
(1931) Fasolt, der Riese aus Richard Wagners Oper Rheingold
Fastlingerstraße, Allach
(1954) Maximilian Fastlinger (1866–1918), Historiker, Stiftskanonikus und Erzbischöflicher Bibliothekar des Bistums Freising
Fastlstraße, Forstenried
(1954) Augustin Fastl (1707–1767), „regulirter Chorherr zu Polling in Oberbaiern“
Fatimastraße, Forstenried
(1956) Fátima, portugiesischer Marien-Wallfahrtsort
Faulwiesenweg, Lochhausen
(1953) Flurname, Faulwiesen = Sumpfwiesen
Faustnerweg, Solln
(1947) Leonhard Bernhard Faustner (1815–1884), Münchner Maler
Fauststraße, Waldtrudering
(1930) Johann Georg Faust (* um 1480; † um 1541), Wunderheiler, Astrologe, Alchemist, dessen Biographie Johann Wolfgang von Goethe zu seinem Werk Faust inspirierte
Federgrasweg, Feldmoching-Hasenbergl
(2019) Federgras (Stipa pulcherrima ssp. bavarica) aus der Familie der Süßgräser
Federseestraße, Lochhausen
(1947) Federsee bei Bad Buchau in Oberschwaben
Fehlnerweg, Pasing
(1980) Georg Fehlner (1884–1953), Pasinger Stadtkämmerer in einer Zeit, als Pasing noch selbständig war
Fehwiesenstraße, Berg am Laim
(1915) auf der Fehwiese fand 1322 die Schlacht von Ampfing statt
Feichthofstraße, Obermenzing
(1947) einstiger Feichthof in Menzing
Feichtmayrstraße, Moosach
(1925) Franz Xaver Feuchtmayer der Ältere (1698–1763 ?), Stuckateur der barocken Wessobrunner Schule
Feichtstraße, Neuperlach
(1930) Flurname
Feigstraße, Allach
(1955) Michael Feig (1852–1919), Bürgermeister von Allach
Feilitzschplatz, Schwabing
1933 umbenannt in Danziger Freiheit, 1946 Münchener Freiheit, 1998 Münchner Freiheit
Feilitzschstraße, Schwabing
(1891) Maximilian Alexander Freiherr von Feilitzsch (1834–1913), bayerischer Staatsminister des Inneren und Staatsrat (1881–1907), Ehrenbürger der Stadt München
Feinhalsstraße, Obermenzing
(1965) Fritz Feinhals (1869–1940), Opernsänger, Königlich-Bayerischer Kammersänger
Feldafinger Platz, Obersendling
(1921) Feldafing, Gemeinde im Landkreis Starnberg
Feldafinger Straße, Obersendling
(1921) siehe vorstehend
Feldanger, Freimann
(1950) Flurname
Feldbahnstraße, Lerchenau
(1921) früher hier verlaufenden Schmalspur-Feldbahn
Feldbergstraße, Trudering
(1932) Feldberg (Berg im Schwarzwald) (1493 m), höchster Berg des Schwarzwalds
Feldhüterweg, Lochhausen
(1965) Feldhüter, von Gemeinden angestellte Personen zum Schutz der Felder vor Dieben
Feldkirchener Straße, Daglfing
(1925) Feldkirchen, Gemeinde im Landkreis München
Feldmeierbogen, Altaubing
(1983) August Feldmeier (1900–1970), Textilkaufmann, dessen Textilhaus Feldmeier mit Ludwig Beck am Rathauseck fusionierte
Feldmochinger Seeweg, Feldmoching
(1965) Weg zum Feldmochinger See
Feldmochinger Straße, Moosach, Feldmoching
(1913) Feldmoching, Stadtteil von München
Feldstraße obere,
(1876)
(1904)
Feldstraße untere,
(1876)
(1904)
Feldweg,
(1835)
Felicitas-Füss-Straße, Waldtrudering
(1998) Felicitas Füss (1911–1993), Stadträtin in München
Felix-Buttersack-Weg, Untermenzing
(1987) Felix Buttersack (1900–1986), Verleger, Chefredakteur des Münchner Merkur und Mitbegründer der Schutträumaktion Ramadama
Felix-Dahn-Straße, Herzogpark
(1914) Felix Dahn (1834–1912), deutscher Professor für Rechtswissenschaften, Schriftsteller und Historiker
Felix-Fechenbach-Bogen, Schwabing-West
(2002) Felix Fechenbach (1894–1933), Privatsekretär von Kurt Eisner, dessen Ermordung er miterlebte und als Journalist gegen die NSDAP anschrieb; er wurde 1933 auf dem Weg in die Schutzhaft ins Konzentrationslager Dachau angeschossen und verstarb kurz darauf
Fellererplatz, Solln
(1972) Peter Fellerer (1879–1930), Sollner Pfarrer. Zuvor Kirchplatz und ab 1947 Diefenbachplatz.
Fellstraße, Neuhausen
(1928) Johann Fell (1851–1910), Kesselschmied, Eisenbahner, gründete die Eisenbahner-Baugenossenschaft
Felsennelkenanger, Am Hart
(2001) Felsennelken, Pflanzengattung
Fendstraße, Schwabing
(1891) Erasmus Fend (1532–1587), Geschichtsforscher und Gesandter von Herzog Albrecht V. von Bayern
Feodor-Lynen-Straße, Großhadern
(1996) Feodor Lynen (1911–1979), Münchner Biochemiker und Nobelpreisträger
Ferchenbachstraße, Feldmoching
(1947) entlang der Straße fließt der Ferchenbach, offiziell Feldmochinger Mühlbach
Ferchenseestraße, Sendling
(1925) Ferchensee, Bergsee bei Mittenwald
Ferdinand-Kobell-Weg, Englschalking
(1984) Ferdinand Kobell (1740–1799), Landschaftsmaler, Kupferstecher, Radierer
Ferdinand-Maria-Straße, Nymphenburg
(1899) Ferdinand Maria (1636–1679), Kurfürst von Bayern
Ferdinand-Miller-Platz, Maxvorstadt
(1887) Ferdinand von Miller (1813–1887), bayerischer Erzgießer, schuf als Inspektor der königlichen Erzgießerei die Bavaria-Statue
Ferdinand-Schill-Straße, Moosach
(1913) Ferdinand von Schill, (1776–1809), deutscher Befreiungskämpfer,
Straße existiert nicht mehr, sie verlief auf dem Gelände des heutigen Westfriedhofs
Fernpaßstraße, Sendling-Westpark
1925 Fernpass, Gebirgspass, der Inn- und Loisachtal verbindet
Fertigstraße, Solln
(1947) Ignaz Fertig (1809–1858), Münchner Lithograph; zuvor hieß sie Hartlstraße.
Feserstraße, Am Hart
(1927) Johann Feser (1841–1896), deutscher Professor für Veterinärmedizin
Festingstraße, Solln
(1938) Franz Festing (1830–1902), Pfarrer der Kirchengemeinde Pullach-Solln, Gründer des Vereins zum Bau der Pfarrkirche St. Johann Baptist.
Feuchtwangerstraße, Harthof
(1964) Feuchtwanger, Münchner Bürgerfamilie, die eine bedeutende Rolle u. a. in der Kulturgeschichte einnimmt, aufgrund ihrer jüdischen Herkunft Verfolgte des Nationalsozialismus.
Feuerbachstraße, Obergiesing
(1894) Paul Johann Anselm von Feuerbach (1775–1833), Rechtsgelehrter, Begründer der deutschen Strafrechtslehre
Feuerbächl am,
(1876)
(1904)
Feuerhausstraße, Aubing
(1942) Feuerhaus der ehemaligen selbstständigen Gemeinde Aubing; das heutige Feuerwehrhaus der Freiwilligen Feuerwehr München – Abteilung Aubing befindet sich in unmittelbarer Nähe in der Ubostraße 11
Feuersteinstraße, Englschalking
(1934) Martin von Feuerstein (1856–1931), Maler, Repräsentant der Nazarener
Feulnerweg, Ramersdorf
(1962) Adolf Feulner (1884–1945), Kunsthistoriker
Fichtelgebirgstraße,
(1918) 29. Stadtbezirk
Fichtenhof, Aubing
(1947) früher dort gelegener Einödhof
Fichtenweg, Freimann
(1950) Fichten, Pflanzengattung in der Familie der Kieferngewächse
Fideliostraße, Englschalking
(1934) Fidelio, Titelfigur aus der gleichnamigen Oper von Ludwig von Beethoven
Fiedlerstraße, Parkstadt Solln
(1955) Konrad Fiedler (1841–1895), Kunsttheoretiker
Filchnerstraße, Forstenried
(1965) Wilhelm Filchner (1877–1957), Geophysiker, Geodät, Forschungsreisender, leitete 1911/12 eine Antarktisexpedition
Filserbräugasse, Altstadt
(nach 1668, vor 1780) Brauerei Filserbräu, die 1844 in der Löwenbrauerei aufging
Filserbräustraße,
(1904)
(1918)
Filserstraße,
(1876)
Finauerstraße, Schwabing (östlich), Freimann (westlich)
(1932) Finauerhof bei Fröttmaning
Findlingsstrasse,
(1835)→Pettenkoferstraße
Fingergasse, (s.Maffeistraße)
(1835)
Fingerhutstraße, Lerchenau
(1995) Fingerhut, Pflanzengattung aus der Familie der Wegerichsgewächse
Fingerkrautanger, Am Hart
(2001) Fingerkräuter, Pflanzengattung aus der Familie der Rosengewächse
Finkenstraße, Maxvorstadt
(um 1830) Bartholomäus Fink, Mehlhändler, dem zu Beginn des 19. Jahrhunderts dort ein Haus gehörte
Finsingstraße, Ramersdorf
(1930) Finsing, Gemeinde im Landkreis Erding
Finsterwalderstraße, Untermenzing
(1953) Sebastian Finsterwalder (1862–1951), Mathematiker und Geodät, Professor an der Technischen Universität München
Firlestraße, Altperlach
(1931) Walther Firle (1859–1929), Porträt- und Genremaler
Firstalmstraße, Obergiesing
(1952) Firstalm am Spitzingsattel im Landkreis Miesbach
Fischartstraße, Laim
(1925) Johann Fischart (*um 1546 † 1591), Schriftsteller, Satiriker
Fischbachauer Straße, Obergiesing
(1906) Fischbachau, Gemeinde im Landkreis Miesbach
Fischbachwiesenweg, Lochhausen
(1952) Flurname, Gewässername
Fischer-von-Erlach-Straße, Pasing
(1957) Johann Bernhard Fischer von Erlach (1656–1723), klassizistischer Wiener Baumeister
Fischerstraße,
(1876)
(1904) verbindet die Quellen- mit der Hochstraße
Fischerweg, Au
(1934) Fischer, ehemals dort ansässig
Fischlstraße, Feldmoching
(1950) Max Fischl (1852–1926), Feldmochinger Gastwirt, der sich um Wohnungsbau verdient gemacht hat
Flantinstraße, Laim
(1930) Flantin, ein Münchner Ratsherrengeschlecht
Flaschenträgerstraße, Englschalking
(1930) Wilhelm Flaschenträger (1866–1930), letzter Bürgermeister der bis 1930 selbstständigen Gemeinde Daglfing
Flauchersteg, Sendling
(1959) Gastwirt Johann Flaucher, der um 1870 ein dortiges Forsthaus als Gaststätte „Zum Flaucher“ umgewidmet hatte
Fleckhammerstraße, Laim
(1929) Münchner Ratsherrenfamilie Fleckhammer
Flecklanger, Freimann
(1950) alter Flurname
Fleischbankstraße,
(1876)
Fleischerstraße, Ludwigsvorstadt
(1877) Nähe zum 1876 dort erbauten Münchner Schlacht- und Viehhof
Fleischmannstraße, Solln
(1947) Andreas Fleischmann (1811–1878), Kupferstecher; zuvor hieß die Straße Heidestraße.
Flemingstraße, Herzogpark
(1913) Paul Fleming (1609–1640), Arzt und Lyriker des deutschen Barock
Flemischweg, Blumenau
(1964) Karl Flemisch (1878–1937), Münchner Volkssänger und Komiker, Partner von Karl Valentin, Liesl Karlstadt und Hans Blädl
Flensburger Straße, Johanneskirchen
(1935) Flensburg, drittgrößte Stadt Schleswig-Holsteins unmittelbar an der Grenze zu Dänemark
Fliederweg, Harlaching
(1912) Flieder aus der Familie der Ölbaumgewächse
Fliegenstraße, Ludwigsvorstadt
(um 1820) früher dort gelegene Wirtschaft „Fliegengarten“
Flintsbacher Straße, Laim
(1925) Flintsbach am Inn, Gemeinde im oberbayerischen Landkreis Rosenheim
Flößergasse, Untersendling
(1949) Seit dem 13. Jahrhundert war die Isarflößerei ein für Bayern über viele Jahrhunderte wichtiger Wirtschaftszweig
Flötnerweg, Solln
(1957) Peter Flötner (um 1485–1546), Schweizer Bildschnitzer, Holzschneider und Architekt.
Florastraße, Waldtrudering
(1933) Flora, weiblicher Vorname nach der altrömischen Frühlingsgöttin
Florian-Geyer-Straße, Sendling-Westpark
(1947) Florian Geyer (um 1490–1525), fränkischer Reichsritter, zeitweiliger Anführer der Schwarzer Haufen genannten aufrührerischen Tauberbauern, die 1525 blutig niedergeschlagen wurden
Floriansmühlstraße, Freimann
(1957) Florianskunstmühle, früher am Schwabinger Bach gelegen
Flossenbürger Straße, Giesing
(1931) Flossenbürg, Gemeinde im Oberpfälzer Wald 1938–1945 Standort eines Konzentrationslagers der Nationalsozialisten
Floßmannstraße, Pasing
(1948) Josef Flossmann (1862–1914), Münchner Bildhauer, Gründungsmitglied der Münchner Secession, Professor für Bildhauerei an der Münchner Kunstgewerbeschule
Flossstraße,
(1835)
Flotowstraße, Laim
(1925) Friedrich von Flotow (1812–1883), deutscher Komponist zahlreicher Opern, Orchesterwerke und Lieder
Flüggenstraße, Neuhausen
(1891) Gisbert Flüggen (1811–1859), Genremaler
Flughafen-Riem-Straße, Messestadt Riem
(2011) von 1939 bis 1992 war in Riem der Münchner Flughafen angesiedelt
Flunkgasse, Aubing
(1947) alter Aubinger Hausname
Flurstraße, Haidhausen
(1856) bildete bis etwa 1870 die östliche Grenze zwischen der Münchner Vorstadt und der Flur Haidhausen
Flußaalweg, Trudering
(1957) Flussaale aus der Familie der Aale
Fockensteinstraße, Obergiesing
(1930) Fockenstein, 1564 m hoher Berg im Mangfallgebirge westlich des Tegernsees
Fodermayrstraße, Moosach
(1962) Joseph Fodermayr, von 1839 bis 1859 Lehrer in Moosach
Föhrenweg, Südgiesing
(1938) Föhre oder Kiefer, Pflanzengattung aus der Familie der Kieferngewächse
Föhringer Allee,
(1918) 29. Stadtbezirk
Föhringer Ring, Freimann
(1959) Föhring, heute unterteilt in Oberföhring (Münchner Stadtteil) und Unterföhring (selbständige Gemeinde)
Fontanestraße, Herzogpark
(1965) Theodor Fontane (1819–1898), Schriftsteller, Dichter, Journalist
Forellenstraße, Gartenstadt Trudering
(1935) Forellen, aus der Familie der Lachsfische
Forggenseestraße, Obergiesing
(1958) Forggensee, Stausee im bayerischen Allgäu
Forst-Kasten-Allee, Fürstenried
(1962) Forst Kasten, ein Stiftungswald der Stadt München, an der westlichen Stadtgrenze zu Stockdorf
Forstenrieder Allee, Fürstenried, Forstenried
(1960) Forstenried, Stadtteil, 1912 nach München eingemeindet
Forstenrieder Feldweg,
(1904)
Forstenriederstraße,
(1879)
(1904)
Forstenrieder Straße, Thalkirchen-Obersendling-Forstenried-Fürstenried-Solln
1962 umbenannt in Albert-Roßhaupter-Straße bzw. Forstenrieder Allee
Forster Straße, Ramersdorf
(1930) Forst an der Weinstraße, rheinland-pfälzische Gemeinde
Forststraße, Obermenzing
(1938) früheres Jagdgebiet des bayerischen Herrscherhauses, im Norden des Schlossparks Nymphenburg
Fortnerstraße, Lerchenau
(1963) Andreas Fortner (1809–1862), böhmischer Silberschmied, Maler und Lithograph, ab 1840 in München tätig
Fouquéstraße, Pasing
(1947) Friedrich de la Motte Fouqué (1777–1843), deutscher Dichter der Romantik, Schriftsteller
Fraasstraße, Nymphenburg
(1947) Carl Fraas (1810–1875), Agrarwissenschaftler, Botaniker, Professor für Landwirtschaftslehre an der Universität München und Fachautor
Francéstraße, Untermenzing
(1954) Raoul Heinrich Francé (1874–1943), österreich-ungarischer Botaniker, Mikrobiologe und Naturphilosoph
Franckensteinstraße, Pasing
(1955) Clemens von Franckenstein (1875–1942), Komponist und letzter Generalintendant des königlich bayerischen Hof- und Nationaltheaters
Frankaustraße, Feldmoching
(1957) August Frankau (1878–1933), jüdischstämmiger Arzt und Mitautor an mehreren Büchern zum Thema Bergrettung
Frankenstraße,
(1879)
Frankenthaler Straße, Ramersdorf
(1980) Frankenthal, kreisfreie Stadt in Rheinland-Pfalz, bis 1946 zu Bayern gehörig
Frankenwaldstraße, Ramersdorf
(1935) Frankenwald, Mittelgebirge in Nordbayern
Frankfurter Ring, Milbertshofen, Freimann, Schwabing
(1957) Frankfurt am Main, größte Stadt Hessens, Sitz der Deutschen Bundesbank und der Europäischen Zentralbank
Frankfurter Straße,
(1904)
(1918) 14. Stadtbezirk
Frankplatz, Freimann
(1931) Alois Ritter von Frank (1859–1940), bayerischer Landtagsabgeordneter und Vorstandsmitglied der Deutschen Reichsbahn-Gesellschaft
Frans-Hals-Straße, Solln
(1947) Frans Hals (um 1580–1666), holländischer Maler, bis 1995 wurde die Schreibweise Franz-Hals-Straße benutzt, vor 1947 hieß sie Terlaner Straße.
Franz-Albert-Straße, Allach
(1938) Franz-Xaver Albert (1729–1789), Münchner Gastwirt und Rat der Stadt
Franz-Beckenbauer-Platz, Fröttmaning
(2024) Franz Beckenbauer (1945–2024), Münchner Fußballspieler, -trainer und -funktionär
Franz-Behringer-Weg, Altperlach
(1986) Franz Behringer (1902–1971), Münchner Stadtrat der SPD
Franz-Eigl-Weg, Obergiesing
(1985) Franz Eigl (1898–1983), Politiker, Vorsitzender des Bezirksausschusses Obergiesing
Franz-Fackler-Straße, Lerchenau
(1963) Franz Fackler (1895–1963), Kaufmann, Verfolgter des Nationalsozialismus, Stadtrat, Vorstand der CSU-Fraktion im Münchner Stadtrat
Franz-Fendt-Weg, Neuperlach
(1986) Franz Fendt (1892–1982), SPD-Politiker, bayerischer Kultusminister 1945/46, 1950–1954 Rektor der Hochschule für politische Wissenschaften in München
Franz-Fihl-Straße, Moosach
(1913) Franz Fihl, zeitweiliger Eigentümer des Pelkovenschlössls in Moosach
Franz-Fischer-Straße, Bogenhausen
(1918) Franz Fischer (1849–1918), Musiker, Hofkapellmeister, Dirigent bei Erstaufführungen von Wagneropern
Franz-Gruber-Straße, Ramersdorf
(1932) Franz Gruber (1787–1863), österreichischer Komponist des Weihnachtsliedes „Stille Nacht“
Franz-Hals-Straße, Solln
alte Schreibweise (1947–1995) der Frans-Hals-Straße
Franz-Hauser-Weg, Obermenzing
(1958) Franz Hauser (1794–1870), böhmisch-österreichischer Opernsänger und Gesangslehrer
Franz-Heubl-Straße, Neuperlach
(2020) Franz Heubl (1924–2001), deutscher Jurist und CSU-Politiker
Franziska-Bilek-Weg, Theresienhöhe
(2003) Franziska Bilek (1906–1991), Münchner Zeichnerin und Karikaturistin
Franziskanerstraße, Obere Au
(1897) Franziskanerkeller der Franziskaner-Brauerei
Franziskanerweg,
(1881) führte vom Lilienberg zur Hochstraße, 1897 umbenannt in Franziskanerstraße
Franziska-Reindl-Platz, Thalkirchen
(1965) Franziska Reindl (1887–1954), Münchner Stadträtin der SPD
Franziska-Schmitz-Straße, Neuhausen
(2007) Franziska Schmitz (1759–1822), gründete in Neuhausen-Nymphenburg für junge Frauen Spinnstuben und hatte damit großen sozialen und moralischen Erfolg
Franz-Josef-Delonge-Straße, Neuaubing
(2006) Franz Josef Delonge (1927–1988), ab 1968 Mitglied des Stadtrates für die CSU-Fraktion, deren Vorsitzender von 1978 bis 1984
Franz-Joseph-Straße, Schwabing
(1894) Franz Joseph I. (1830–1916), ab 1848 Kaiser von Österreich, heiratete 1854 Elisabeth Herzogin von Bayern, genannt Sisi
Franz Josephstraße,
(1904) siehe vorstehend
Franz-Josef-Strauß-Ring, Altstadt
(1989), Franz Josef Strauß (1915–1988), deutscher Politiker
Franz-Kaim-Straße, Thalkirchen
(1936) Franz Kaim (1856–1935). Konzertveranstalter, gründete ein Vorgängerorchester der späteren Münchner Philharmoniker
Franz-Kendler-Straße, Großhadern
(2005) Franz Kendler (1891–1960), ab 1937 Pfarrer in Großhadern
Franz-Kötterl-Straße, Feldmoching
(1956) Franz Kötterl (1875–1938), Bürgermeister der damals noch selbständigen Gemeinde Feldmoching
Franz-Langinger-Straße, Neupasing
(2018) Franz Langinger (1885–1960), Pasinger Stadtrat, ab 1945 war er Leiter des Wohnungsamtes München
Franz-Mader-Straße, Moosach
(1958) Franz Xaver Mader errichtete mit seiner Ehefrau eine Wohltätigkeitsstiftung
Franz-Marc-Straße, Moosach
(1928) Franz Moritz Wilhelm Marc (1880–1916), Münchner Maler des Expressionismus, Mitbegründer der Redaktionsgemeinschaft Der Blaue Reiter
Franz-Metzner-Straße, Am Hart
(1934) Franz Metzner (1870–1919), böhmisch-österreichischer Bildhauer, Mitglied der Wiener Werkstätte
Franz-Nißl-Straße, Allach
(1947) Franz Nissl (1860–1919), Psychiater und Neuropathologe, Professor an der Psychiatrischen Universitätsklinik in Heidelberg
Franz-Prüller-Straße, Au
(1956) Franz Prüller (1805–1879), Souffleur am Münchner Residenztheater, Theaterschriftsteller
Franz-Reber-Weg, Solln
(1959) Franz Reber (1834–1919), in München tätiger Kunsthistoriker
Franz-Schrank-Straße, Nymphenburg
(1914) Franz de Paula von Schrank (1747–1835), Jesuit, Botaniker und Insektenforscher, erster Direktor des Alten Botanischen Gartens in München
Franz-Senn-Straße, Sendling-Westpark
(1934) Franz Senn (1831–1884), katholischer Pfarrer und Alpinist aus Tirol, 1869 Mitbegründer des Deutschen Alpenvereins
Franz-Sperr-Weg, Lerchenau-West
(1947) Franz Sperr (1878–1945), Berufsoffizier, als Widerstandskämpfer um den Kreisauer Kreis gegen das NS-Regime am 23. Januar 1945 in Berlin-Plötzensee ermordet
Franz-Stenzer-Straße, Pasing
(1945) Franz Stenzer (1900–1933), in Planegg gebürtiger Kommunist und Reichstagsabgeordneter, 1933 im KZ Dachau ermordet
Franz-Töpsl-Weg, Allach
(1957) Franz Töpsl (1711–1796) katholischer Propst des Augustiner-Chorherrenstifts Polling, Vertreter der katholischen Aufklärung in Bayern

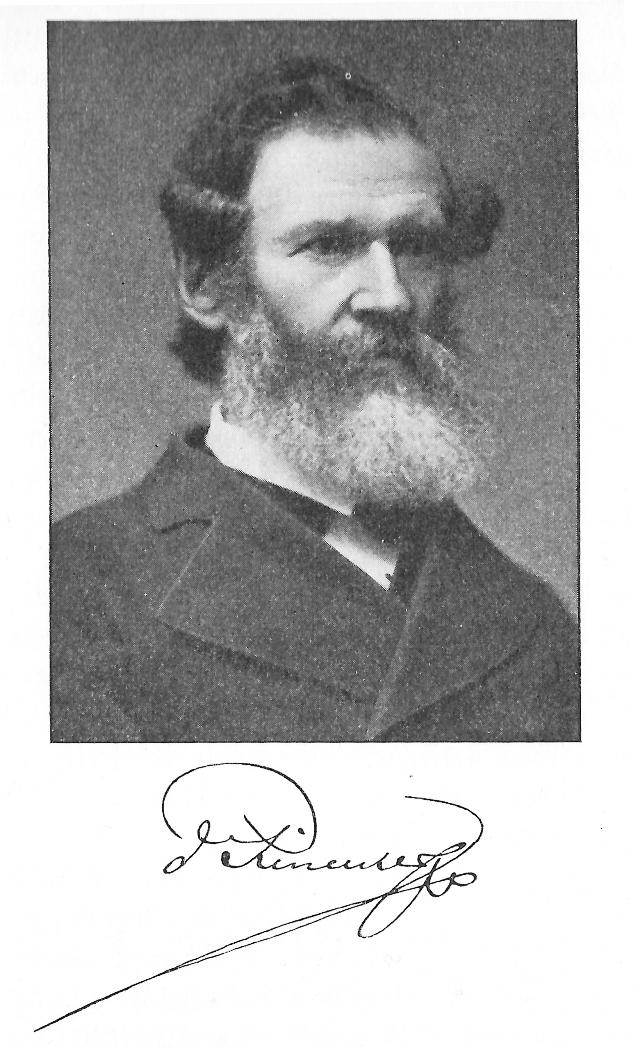
Franz von Rinecker

Franz-von-Rinecker-Straße, Sendling/Thalkirchen
(2003) Franz von Rinecker (1811–1883), Arzt, Professor, Gründer der ersten Universitäts-Kinderklinik in Würzburg
Franz-Weigl-Weg, Lerchenau
(1964) Franz Xaver Weigl (1878–1952), Pädagoge, Vorstand der süddeutschen Sektion des „Vereins für christliche Erziehungswissenschaft“
Franz-Werfel-Straße, Englschalking
(1983) Franz Werfel (1890–1945), jüdischer böhmisch-österreichischer Schriftsteller, 1938 emigriert und 1945 in Beverly Hills als US-Bürger verstorben
Franz-Wolter-Straße, Oberföhring
(1935) Franz Wolter (1865–1932), Maler und Kunsthistoriker, Präsident des Münchner Alterthumsvereins und ab 1906 erster Vorsitzender des Vereins für Christliche Kunst
Franz-Wüllner-Straße, Obermenzing
(1947) Franz Wüllner (1832–1902), Komponist, Dirigent und Professor. Leiter des Konservatoriums in Dresden
Franz-Xaver-Schweyer-Straße, Maxvorstadt
(2021) Franz Xaver Schweyer (1868–1935), Jurist und Politiker
Franzstraße, Schwabing
(um 1890) Franz Maria Luitpold von Bayern (1875–1957), Generalmajor der Bayerischen Armee im Ersten Weltkrieg an der Westfront bei Verdun und in Flandern
Frasdorfer Straße, Obergiesing
(1932) Frasdorf, Gemeinde im oberbayerischen Landkreis Rosenheim
Frau-Holle-Straße, Perlach
(1930) Frau Holle, Märchenfigur in den Kinder- und Hausmärchen der Brüder Grimm
Frau-von-Uta-Straße, Riem
(1932) Uta von Rott am Inn (1015 oder 1028–1086), Pfalzgräfin von Bayern
Frauenalplweg, Waldtrudering
(1949) Frauenalpl, 2202 m hoher Berg im Wettersteingebirge, südlich von Garmisch-Partenkirchen
Frauenchiemseestraße, Ramersdorf
(1945) Frauenchiemsee, eine der drei Inseln im Chiemsee, Sitz des Klosters Frauenwörth
Frauendorferstraße, Obermenzing
(1938) Heinrich von Frauendorfer (1855–1921), Verkehrsminister in Bayern und auch während der Zeit der Münchner Räterepublik
Frauendreißigerstraße, Ramersdorf
(2013) Frauendreißiger bezeichnet die Zeit zwischen Maria Himmelfahrt und Mariä Namen
Frauenhoferstrasse
(1835) → Fraunhoferstraße
Frauenlobstraße, Isarvorstadt
(1899) Heinrich von Meißen (1250–1260), genannt Frauenlob, mittelalterlicher Dichter
Frauenmantelanger, Am Hart
(2001) Frauenmantel Pflanzengattung innerhalb der Familie der Rosengewächse
Frauenplatz, Altstadt
(vor 1815) ehemals dort gelegenen Kapelle Unser Lieben Frau, auf deren Gelände die heutige Frauenkirche gebaut wurde
Frauenschuhstraße, Lerchenau-West
(1947) Frauenschuh, Gattung aus der Familie der Orchideen
Frauenstädtstraße, Milbertshofen
(1956) Julius Frauenstädt (1813–1879), philosophischer Schriftsteller
Frauenstraße, Altstadt
(um 1810) Frauenstraße, Teil des Altstadtrings, Grund der Benennung umstritten
Frauenwörther Straße, Nymphenburg
(1982) Frauenwörth, Frauenkloster auf einer Insel des Chiemsees
Frauenwörthstraße,
(1918) 17. Stadtbezirk
Fraunbergplatz, Thalkirchen
(1900) Fraunberg, ein bayerisches Adelsgeschlecht mit Stammsitz im Ort Fraunberg, Landkreis Erding
Fraunbergstraße, Thalkirchen
(1900) siehe vorstehend
Fraunhoferstraße, Isarvorstadt
(1830) Joseph von Fraunhofer (1787–1826), deutscher Optiker und Physiker
Freda-Wuesthoff-Weg, Englschalking
(1997) Freda Wuesthoff (1896–1956), deutsche Patentanwältin und Pazifistin, eine der Mitbegründerinnen der organisierten Friedensbewegung in Deutschland
Freddie-Mercury-Straße, Neuhausen
(2020) Freddie Mercury (1946–1991), Musiker, Komponist, Leadsänger der Rockband Queen
Freibadstraße, Untergiesing
(1856) Weg zum dortigen Freibad
Freibergseestraße, Obersendling
(1925) Freibergsee, See südlich von Oberstdorf im schwäbischen Landkreis Oberallgäu
Freiburger Platz, Laim
(1912) Freiburg im Breisgau, kreisfreie Stadt und Universitätsstadt im Süden Baden-Württembergs
Freidankstraße, Waldperlach
(1930) Freidank, († ca. 1233), mittelalterlicher Dichter und Vagant aus Schwaben oder Elsass
Freienfelsstraße, Neuaubing
(1945) Schloss Freienfels, Schlossanlage in Freienfels, Ortsteil der Stadt Hollfeld im Landkreis Bayreuth
Freihamer Allee, Freiham
(1974) Gut Freiham an der westlichen Stadtgrenze von München
Freihamer Weg, Aubing
(1942) siehe vorstehend
Freiherr-von-Pechmann-Weg, Maxvorstadt/Englischer Garten
(2000) Wilhelm Freiherr von Pechmann (1859–1948); Fußgängerweg entlang der Königinstraße
Freilandstraße, Lochhausen
(1942) Freiland-Kolonie, Wohnsiedlung in Lochhausen
Freilassinger Straße, Berg am Laim
(1929) Freilassing, Grenzstadt nach Österreich im oberbayerischen Landkreis Berchtesgadener Land
Freiligrathstraße, Milbertshofen
(1924) Ferdinand Freiligrath (1810–1876), deutscher Lyriker
Freimanner Bahnhofstraße, Freimann
(1932) Rangierbahnhof Freimann
Freimanner Straße,
(1918) 27. Stadtbezirk, heute Frankfurter Ring
Freischützstraße, Englschalking
(1934) Freischütz, Titelfigur einer Oper von Carl Maria von Weber
Freisinger Landstraße, Freimann
(1950) Freising, oberbayerische Stadt und Landkreis nördlich von München
Freisinger Straße, Berg am Laim
(1925) siehe vorstehend
Frei-Otto-Straße, Schwabing-West
(2019) Frei Otto (1925–2015), deutscher Architekt, Architekturtheoretiker und Hochschullehrer
Freseniusstraße, Obermenzing
(1945) Carl Remigius Fresenius (1818–1897), deutscher analytischer Chemiker, Begründer des heutigen SGS Institut Fresenius
Freudenbergerweg, Au
(1991) Josef Freudenberger (1854–1928), Arzt und Heimatforscher, initiierte 1905 das Frauenturnen im damaligen Turnverein Au-München
Freudstraße, Hasenbergl
(1930) Sigmund Freud (1856–1939), österreichischer Neurologe, Begründer der Psychoanalyse
Freybergweg, Untermenzing
(1956) Max Prokop Freiherr von Freyberg (1789–1851), Archivar und Geschichtsschreiber
Freystraße, Schwabing
(1890) Johann Franz Frey (1821–1888), Textilfabrikant, Gründer der Firma Lodenfrey
Freyunger Straße, Obergiesing
(1931) Freyung, Kreisstadt des Landkreises Freyung-Grafenau in Niederbayern
Friauler Straße, Untergiesing
(1957) Friaul, Landschaft im Norden Italiens, an Kärnten und Slowenien grenzend
Frickastraße, Nymphenburg
(1900) Frigga oder Fricka, nordische Göttin, Gemahlin von Odin
Frickhingerweg, Untermenzing
(1960) Hans Walther Frickhinger (1889–1955), Zoologe und naturwissenschaftlicher Schriftsteller
Friedastraße, Solln
(um 1910) Frieda, Vorname einer Tochter von Jakob Heilmann, der beim Bau der Villenkolonie Solln tätig war.
Friedberger Straße, Laim
(1922) Friedberg (Bayern), Stadt, an Augsburg angrenzend
Friedenheimer Brücke, Laim
(1901) ehemaliger nahegelegener Gutshof Friedenheim
Friedenheimer Straße, Laim
(1901) siehe vorstehend
Friedenspromenade, Trudering
(1932) Erinnerung an das Ende des Ersten Weltkrieges
Friedenstraße, Berg am Laim
(1876) siehe vorstehend, vermutlich auf den Deutsch-Französischen Krieg 1870/71 bezogen
Friederike-Nadig-Allee, Schwabing-Freimann
(2021) Friederike Nadig (1897–1970), Wohlfahrtspflegerin und Politikerin
Friedhofgasse, Allach
(1938) führt zum Allacher Friedhof
Friedhofweg, Solln
(1938) führt zum Sollner Friedhof
Friedlandweg, Am Hart
(1979) Friedland, böhmische Stadt im Isergebirge
Friedrich-Beck-Straße, Neuperlach
(1976) Friedrich Beck (1806–1888), Dichter, Schriftsteller, Gymnasialprofessor und Gelehrter
Friedrich-Berber-Weg, Ramersdorf-Perlach
(1986) Friedrich Berber (1898–1984), Völkerrechtler und Staatsphilosoph, Professor an der Universität München
2016 wegen nationalsozialistischer Vergangenheit des Geehrten umbenannt in Brunnthaler Weg
Friedrich-Brugger-Weg, Sendling-Westpark
(1929) Friedrich Brugger (1815–1870), Münchner Bildhauer, fertigte mehrere Büsten für die Ruhmeshalle
Friedrich-Creuzer-Straße, Trudering
(1949) Friedrich Creuzer (1771–1858), Altphilologe, Orientalist und Mythenforscher, Professor an der Universität Heidelberg
Friedrich-Domin-Weg, Neuperlach
(1981) Friedrich Domin (1902–1961), deutscher Schauspieler und Theaterregisseur, ab 1934 im Ensemble der Münchner Kammerspiele
Friedrich-Ebert-Straße, Neuharlaching
(1945) Friedrich Ebert (1871–1925), SPD-Politiker, Erster Reichspräsident der Weimarer Republik
Friedrich-Eckart-Straße, Englschalking
(1934) Friedrich Eckart (1828–1907), Chemiker, Eigentümer einer 1964 stillgelegten Konservenfabrik in Zamdorf
Friedrich-Engels-Bogen, Neuperlach
(1970) Friedrich Engels (1820–1895), Philosoph, Gesellschaftstheoretiker, Textilfabrikant
Friedrich-Hebbel-Straße, Sendling-Westpark
(1927) Friedrich Hebbel (1813–1863), Dramatiker und Lyriker
Friedrich-Herschel-Straße, Bogenhausen
(1926) Friedrich Wilhelm Herschel (1738–1822), in Hannover gebürtiger englischer Astronom und Musiker, entdeckte den Planeten Uranus und dessen Ringsystem
Friedrich-König-Weg, Obermenzing
(1954) Friedrich Koenig (1774–1833), Erfinder der Schnellpresse und Begründer der noch heute existierenden Firma Koenig & Bauer in Würzburg
Friedrich-List-Straße, Sendling-Westpark
(1925) Friedrich List (1789–1846), Wirtschaftstheoretiker, Unternehmer und Eisenbahn-Pionier, Vorkämpfer für den 1834 entstandenen Deutschen Zollverein
Friedrich-Loy-Straße, Schwabing-West
(1961) Friedrich Loy (1886–1960), evangelischer Gemeindepfarrer in der Münchner Matthäuskirche am Sendlinger-Tor-Platz
Friedrich-Panzer-Weg, Waldperlach
(1955) Friedrich Panzer (1794–1854), Architekt, Ministerialberbaurat und Sagensammler
Friedrich-Rein-Weg, Obermenzing
(1958) Friedrich Rein (1893–1948), Komponist, Kapellmeister, Mitbegründer der Münchner Turmmusik
Friedrichshafener Straße, Aubing
(1971) Friedrichshafen am Bodensee, Kreisstadt in Baden-Württemberg
Friedrichstraße, Schwabing-West
(1894) Friedrich III. (1831–1888), 99 Tage König von Preußen und deutscher Kaiser
Friedrich-von-Pauli-Straße, Laim
(2011) Friedrich August von Pauli (1802–1883), Bauingenieur, Pionier des Eisenbahnbrückenbaus
Friedrich-Zahn-Straße, Untermenzing
(1947) Friedrich Zahn (1869–1946), Staatswissenschaftler, Statistiker
Friesenstraße, Trudering
(1951) Friesen, an der deutschen und niederländischen Nordseeküste ansässige Bevölkerungsgruppe
Friesplatz, Waldtrudering
(1931) Jakob Friedrich Fries (1773–1843), deutscher Philosoph, Professor an den Universitäten zu Heidelberg und Jena
Frietingerweg, Freimann
(1985) Frieda Frietinger (1912–1981), Apothekerin, stiftete einen hohen Geldbetrag für die Münchner Altenhilfe
Frihindorfstraße, Obermenzing
(1947) Mago von Frihindorf, frühmittelalterlicher Lehnsherr in Menzing
Frillenseestraße, Obersendling
(1925) Frillensee, oberbayerischer See in den Chiemgauer Alpen, Landkreis Traunstein
Frithjofstraße, Herzogpark
(1925) Frithjof, Gestalt aus der altnordischen Heldensage
Fritz-Baer-Straße, Forstenried
(1927) Fritz Baer (1850–1919), Münchner Maler
Fritz-Bauer-Straße, Aubing
(2017) Fritz Bauer (1903–1968), Jurist und als Generalstaatsanwalt an den Frankfurter Auschwitzprozessen beteiligt
Fritz-Berne-Straße, Pasing
(1947) Fritz Berne (1880–1938), Kommerzienrat, Besitzer der Pasinger Leistenfabrik
Fritz-Endres-Straße, Sendling
(2002) Fritz Endres (* 1877; † 1963) war Kupferschmied in München. Zwischen 1912 und 1918 war er Mitglied des Bayerischen Landtags. März 1919 – Mai 1919 war er bayerischer Minister für Justiz und Juni 1919 – März 1920 bayerischer Innenminister.
Fritz-Erler-Straße, Neuperlach
(1973) Fritz Erler (1913–1967), SPD-Politiker, Experte für Verteidigungsfragen, Mitglied des Deutschen Bundestags
Fritz-Hommel-Weg, Schwabing
(1984) Fritz Hommel (1854–1936), deutscher Orientalist, Professor für semitische Sprachen an der Münchner Universität
Fritz-Kortner-Bogen, Neuperlach
(1981) Fritz Kortner (1892–1970), jüdisch-österreichischer Schauspieler, Film- und Theaterregisseur
Fritz-Lange-Straße, Giesing
(1954) Fritz Lange (1864–1952), deutscher Orthopäde, Professor an der Münchner Universität
Fritz-Lutz-Straße, Englschalking
(1996) Fritz Lutz (1917–1995), Münchner Lehrer, Heimatforscher und Autor
Fritz-Meyer-Weg, Oberföhring
(1964) Fritz Meyer (1884–1934), Ziegeleibesitzer. letzter Bürgermeister der Gemeinde vor ihrer Eingemeindung nach München
Fritz-Reuter-Straße, Pasing
(1938) Fritz Reuter (1810–1874), bedeutender Dichter und Schriftsteller der niederdeutschen Sprache
Fritz-Schäffer-Straße, Neuperlach
(1973) Fritz Schäffer (1888–1967), Politiker der Bayerischen Volkspartei, erster bayerischer Ministerpräsident nach dem Zweiten Weltkrieg, 1949 bis 1957 Bundesminister der Finanzen, 1957 bis 1961 Bundesminister der Justiz
Fritz-Schuster-Straße, Schwabing-West
(2019) Fritz Schuster (1917–2010), Betriebsratsvorsitzender der Firma Josef Rathgeber AG, langjähriges SPD-Stadtratsmitglied (1956–1990)
Fritz-Winter-Straße, Schwabing
(2011) Fritz Winter (1905–1976), abstrakter Maler, Absolvent der Bauhaus-Schule, von den Nationalsozialisten mit Mal- und Ausstellungsverbot belegt
Fritz-Wunderlich-Platz, Pasing
(1981) Fritz Wunderlich (1930–1966), Opernsänger (lyrischer Tenor)
Frobeniusweg, Waldtrudering
(1963) Leo Frobenius (1873–1938), Ethnologe
Frobenstraße, Alt-Riem
(1945) Emanuel Froben (1640–1675), Stallmeister des Kurfürsten Friedrich Wilhelm von Brandenburg, in der Schlacht gegen Schweden bei Fehrbellin gefallen
Fröbelplatz, Laim
(1932) Friedrich Fröbel (1782–1852), Pädagoge, Schüler von Johann Heinrich Pestalozzi, Begründer des Kindergartens
Fröhlichstraße, Solln
(1947) Bernhard Fröhlich (1823–1885), Maler und Illustrator. Die Straße hieß zuvor  Wiesenstraße.
Frohnloher Straße, Fürstenried
(1921) Frohnloh, eine Siedlung bei Gauting in der Gemeinde Krailling
Frohschammerstraße, Milbertshofen
(1913) Jakob Frohschammer (1821–1893), katholischer Theologe, Priester und Philosoph, Privatdozent an der Münchner Universität, Professor an der philosophischen Fakultät
Fromundstraße, Giesing
(1959) Froumund oder Fromund von Tegernsee (* ca. 960; † zwischen 1008 und 1012), Benediktinermönch im Kloster Tegernsee, abgeordnet zum Kloster Feuchtwangen im Landkreis Ansbach, um dieses wiederzubeleben
Froschkönigweg, Waldperlach
(1980) Der Froschkönig oder der eiserne Heinrich, altdeutsches Märchen aus den Kinder- und Hausmärchen der Brüder Grimm
Fröschweilerstraße,
(1918) 14. Stadtbezirk
Fröttmaninger Straße, Schwabing
(1920) Fröttmaning, 1931 aus der Gemeinde Garching herausgelöst und nach München eingemeindet, Standort der Allianz-Arena
Frötzweg, Freimann
(1950) Flurname
Frühaufstraße, Untermenzing
(1954) Frühauf, Familienname
Frühholzstraße, Forstenried
(1962) Johann Frühholz, Glockengießer, goss 1844 eine der Glocken von St. Ulrich in München
Frühlingsanger, Lerchenau
(1960) Flurbezeichnung
Frühlingsstrasse,
(1835)
Frundsbergstraße, Neuhausen
(1893) Georg von Frundsberg (1473–1528), Landsknechtführer aus Mindelheim, bedeutender kaiserlicher Feldhauptmann in den Kämpfen um Oberitalien
Fuchsienstraße, Lerchenau
(1945) Fuchsien, Pflanzengattung aus der Familie der Nachtkerzengewächse
Fuchsstraße, Schwabing
(1901) Johann Nepomuk von Fuchs (1774–1856), Chemiker und Mineraloge, königlich bayerischer Geheimrat und Oberbergrat
Führerstraße,
Führichstraße, Ramersdorf
(1908) Joseph Ritter von Führich (1800–1876), böhmisch-österreichischer Maler religiöser Themen („Nazarener“) und Historienmaler
Füllstraße, Harlaching
(1914) Franz Füll von Windach, Kaufmann, Münchner Patrizier und Ratsherr, stiftete um 1600 den ‚Ecce-Homo-Altar‘ im Münchner Dom
Fürkhofstraße, Oberföhring
(1988) Fürkhof, Name eines abgegangenen Hofes
Fürstenackerstraße, Solln
(1936) Fürstenacker, Flurname
Fürstenbergplatz,
(1918) 25. Stadtbezirk
Fürstenbergstraße, Schwabing-West
(1913) Hermann Egon von Fürstenberg (1627–1674), Oberhofmeister des bayerischen Kurfürsten Ferdinand Maria
Fürstenfeldergasse,
(1873)→Fürstenfelder Straße
Fürstenfelderstraße,
(1835)
Fürstenfelder Straße, Altstadt
(vor 1930) Fürstenfelderhof, ehemalige, um 1289 erbaute Liegenschaft des Klosters Fürstenfeld in Fürstenfeldbruck
Fürstenrieder Straße, Laim, Hadern, Sendling-Westpark
(1901) Fürstenried, Münchner Stadtteil
Fürstenstrasse,
(1835)→Fürstenstraße
Fürstenstraße, Maxvorstadt
(1820) verband die Münchner Residenz mit dem Schloss Nymphenburg und dem Schloss Schleißheim
Fürther Platz,
(-1958)
Fürther Straße,
(1958) Fürth, Stadt in Mittelfranken
Füssener Straße, Forstenried
(1930) Füssen, Stadt im schwäbischen Landkreis Ostallgäu
Fuetererstraße, Neuhausen
(1894) Ulrich Fueterer, Maler, Chronist und Dichter des 15. Jahrhunderts am Hofe der bayerischen Herzöge
Fugelstraße, Obermenzing
(1949) Gebhard Fugel (1863–1939), Maler, auf christliche Motive spezialisiert
Fuggerstraße, Lerchenau
(1907) Fugger, schwäbisches Kaufmannsgeschlecht aus Augsburg, 1511 geadelt
Funkerstraße, Neuhausen
(1938) Funkertruppe, früher in der Max-II-Kaserne stationiert
Funtenseestraße, Trudering
(1949) Funtensee, Karstsee im Gebirgsmassiv des Steinernen Meeres im Nationalpark Berchtesgaden
Furtgeräumt, Fröttmaning
Furtwänglerstraße, Nymphenburg
(1922) 1) Adolf Furtwängler (1853–1907), klassischer Archäologe, Direktor der Glyptothek und des Antiquariums in München
2) Wilhelm Furtwängler (1886–1954), Sohn von Adolf F., Dirigent, Musikschriftsteller und Komponist
Fuststraße, Nymphenburg
(1904) Johannes Fust (1400–1466), Buchdrucker und Verleger aus Mainz, zeitweise Geschäftspartner von Johannes Gutenberg, dem er mit einem Kredit aushalf